# 甜沫
甜沫，又称“五香甜沫”，是济南的一种传统粥类食品。与其名称相反，甜沫的味道非但不甜，由于原材料中含有胡椒粉，反而略咸微辣。於2013年入选济南市第四批市级非物质文化遗产名录。

## 起源
甜沫起源于明末清初，至今已有300多年的历史。关于甜沫起源的传说有很多。
有的传说认为，在明末清初，难民逃难到济南。有一家田姓粥铺，在粥内加入菜叶和调味料，用粥接济难民。灾民见煮粥的锅内泛着白沫，便称之为“田沫”。后误传成“甜沫”。
也有的传说认为，甜沫原为“添么”，意为“添加东西”，即向粥里添加菜叶、花生和调料等物品，后谐音成“甜沫”。